# Universidad de Joensuu

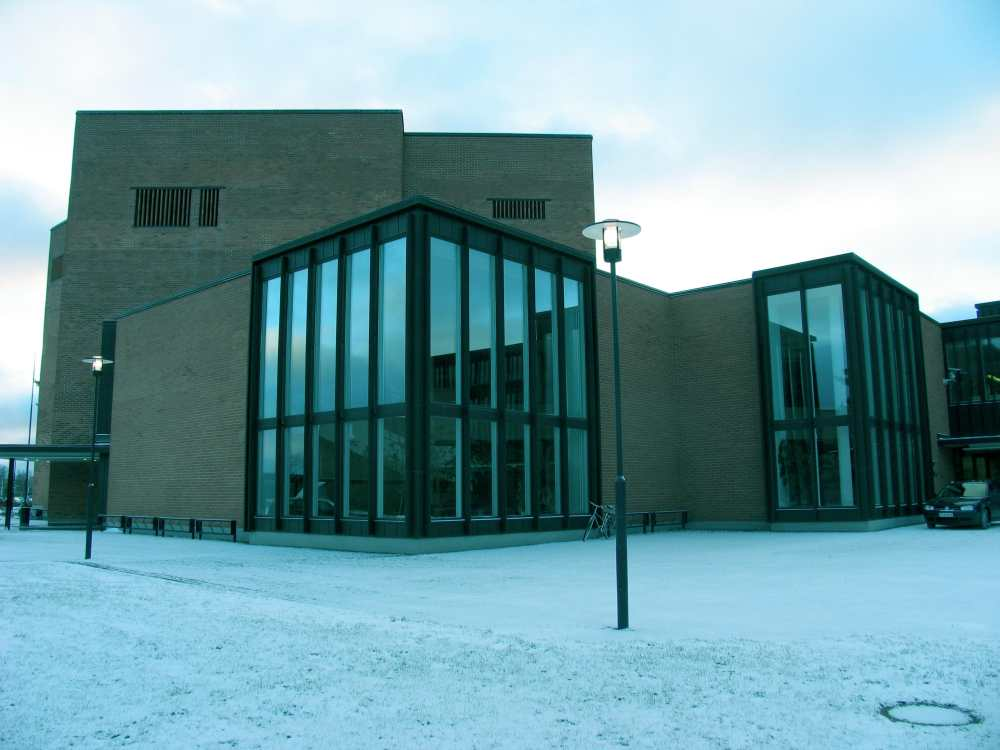
Universidad de Joensuu.

La Universidad de Joensuu, en finés Joensuun yliopisto (abreviatura JoY), Finlandia, era una universidad finlandesa que empezó su actividad en 1969 como Escuela Superior, en la que se impartía la enseñanza de Ciencias Pedagógicas, Sociales, Humanidades, Matemáticas y Ciencias Naturales. Luego se ha incorporado los campos de Ciencias Forestales, así como Teología Ortodoxa. El nombre actual, Universidad de Joensuu, data de 1984. La universidad cuenta con unos 8.000 estudiantes. A partir del año 2010, la universidad forma parte de la Universidad de Finlandia Oriental juntos con la Universidad de Kuopio.
La universidad ofrecía enseñanza superior en los campos siguientes:
- Educación
- Humanidades
- Ciencias naturales
- Ciencias sociales
- Ciencias económicas
- Ciencias forestales
- Teología
- Psicología

## Enlaces
- Universidad de Joensuu (enlace roto disponible en Internet Archive; véase el historial, la primera versión y la última). (en finés e inglés)

- Datos: Q3238666
- Multimedia: University of Eastern Finland, Joensuu campus / Q3238666